# Penpas ar
|  | Denne artikel er oprettet af botten PalnaBot ud fra en ekstern database. Den kan derfor have sproglige fejl eller mangler. Denne skabelon kan fjernes efter kontrol af indholdet. |

Penpas ar er en film instrueret af Mette Koors.

## Handling
Penpa er en tibetansk kvinde i begyndelsen af fyrrerne. Hun bor i Danmark og har fire børn. Som 2-årig flygtede Penpa over bjergene med sin mor og bror, væk fra den kinesiske besættelsesmagt. I denne dokumentarfilm vender Penpa tilbage til Tibet. Hun rejser igennem sit mærkede fædreland og oplever for første gang i sit liv resterne af Tibets ældgamle, rige kultur. Rejsen er fuld af farer, kineserne er massivt til stede overalt, og mødet med landet bliver både pinefuldt og lykkebringende for Penpa. »Penpas ar« handler om at blive væk og fundet igen. Den skildrer en lille piges skæbne, en voksen kvindes søgen, et møde med en mystisk kultur, kinesernes ødelæggelser og et tappert folks kamp for at overleve.